# Anthurium wintersii
Anthurium wintersii är en kallaväxtart som beskrevs av Thomas Bernard Croat och D.C.Bay. Anthurium wintersii ingår i släktet Anthurium och familjen kallaväxter. Inga underarter finns listade.